# Liste der höchsten Bauwerke in Frankfurt am Main
Diese Liste der höchsten Bauwerke in Frankfurt am Main führt die höchsten Gebäude innerhalb der Stadtgrenzen von Frankfurt am Main auf. Aufgrund der ungewöhnlich hohen Anzahl an Hochhäusern in der Stadt werden diese der Übersichtlichkeit halber nicht hier berücksichtigt, sondern in der Liste der Hochhäuser in Frankfurt am Main.
| Rang | Name                                                                              | Höhe in m | Baujahr   | Bauwerksart       | Bemerkungen | Foto                                 |
| ---- | --------------------------------------------------------------------------------- | --------- | --------- | ----------------- | --- | ------------------------------------ |
| 1    | Europaturm                                                                        | 337,5     | 1979      | Betonturm         | Bis zur Wiedervereinigung 1990 höchstes Bauwerk der Bundesrepublik; heute zweithöchstes Bauwerk Deutschlands (ohne Berücksichtigung abgespannter Masten, siehe Liste der höchsten Bauwerke in Deutschland)                                                                                 | Europaturm                           |
| 2    | Kamin D 582                                                                       | 167       | 1979      | Kamin             | Der Kamin des Heizkraftwerks ist das höchste Bauwerk im Industriepark Höchst. Die farbliche Gestaltung stammt vom Industriedesigner Friedrich Ernst von Garnier. | Kraftwerk von Norden                 |
| 3    | Kamin des Heizkraftwerks West                                                     | 125       |           | Kamin             | 1894 als Städtische Elektrizitätszentrale errichtet, heute größtes Kraftwerk in Frankfurt | Heizkraftwerk West                   |
| 4    | Kamin des Heizkraftwerks der Johann-Wolfgang-Goethe-Universität Frankfurt am Main | 120       | 1968      | Kamin             | Der Kamin des 1953 erbauten und 2015 stillgelegten Fernheizwerks am Campus Bockenheim wurde 1968 erbaut. | AfE-Turm mit Kamin des Fernheizwerks |
| 5    | Müllheizkraftwerk Frankfurt                                                       | 110       | 1965      | Kamin             | Der Kamin des Müllheizkraftwerks in der Nordweststadt wird seit 1997 von dem Graffito des feuerspeienden Drachens Fessie geschmückt, dem Maskottchen der Frankfurter Entsorgungs- und Service GmbH (FES).                                                                                  | Fessie                               |
| 6    | Heizkraftwerk Niederrad                                                           | 100       | 1967      | Kamin             | 1963 als Heizwerk für die Bürostadt Niederrad errichtet, erzeugt das Kraftwerk seit 1967 auch Strom | Heizkraftwerk Niederrad              |
| 7    | Kaiserdom St. Bartholomäus                                                        | 95        | 1513      | Kirchengebäude    | Knapp fünfhundert Jahre lang, bis zum Bau des Henninger-Turms (1960), war der Domturm das höchste Bauwerk der Stadt. Nach einem Brand 1867 wurde die obere Hälfte abgetragen und nach Originalplänen neu errichtet. Wegen einer Restaurierung war der Turm bis August 2010 nicht begehbar. | Kaiserdom St. Bartholomäus           |
| 8    | Dreikönigskirche                                                                  | 80        | 1880      | Kirchengebäude    | | Dreikönigskirche                     |
| 9    | St. Mauritius-Kirche                                                              | 75        | 1901      | Kirchengebäude    | | St. Mauritius-Kirche                 |
| 10   | DFS-Tower Flughafen                                                               | 70        | 2011      | Flughafengebäude  | | neuer Flughafen-Tower                |
| 11   | Peterskirche                                                                      | 68        | 1894      | Kirchengebäude    | | Peterskirche                         |
| 12   | Deutsche Bank Park                                                                | 65        | 2005      | Fußballstadion    | Das Stadion fasst 51.500 Zuschauer. | Deutsche Bank Park                   |
| 13   | Langer Franz                                                                      | 60        | 1904      | Rathausturm       | Die heutige Turmspitze ist eine provisorische Konstruktion aus der Nachkriegszeit. Mit der originalen, bei den Luftangriffen im März 1944 zerstörten Turmspitze, war der Rathausturm etwa 70 Meter hoch.                                                                                   | Langer Franz                         |
| 14   | Katharinenkirche                                                                  | 54        | 1681      | Kirchengebäude    | Die Katharinenkirche wurde 1944 im Zweiten Weltkrieg zerstört und schließlich von 1950 bis 1954 wiederaufgebaut. | Katharinenkirche                     |
| 15   | Wasserturm Rödelheim                                                              | 51        | 1899      | Wasserturm        | Das Gebäude wurde 2003 renoviert. | Rödelheimer Wasserturm               |
| 16   | Alte Nikolaikirche                                                                | 48        | 1458      | Kirchengebäude    | Der heutige Turmhelm stammt aus dem Jahr 1905 | Alte Nikolaikirche                   |
| 17   | Eschenheimer Turm                                                                 | 47        | 1428      | Wachturm          | | Eschenheimer Turm                    |
| 18   | Goetheturm                                                                        | 43        | 1931/2020 | Holzaussichtsturm | Bis 1999 höchstes öffentlich zugängliches Holzgebäude Deutschlands. 2017 durch Brandstiftung zerstört, 2020 wiederaufgebaut | Goetheturm                           |
| 19   | Schloß-Turm Höchst                                                                |           | 14. Jhd.  | Bergfried         | Der Turm wurde 1681 mit einer barocken Haube versehen. | Schloß-Turm Höchst                   |
| 20   | Wasserturm Bertramshof                                                            |           | 1888      | Wasserturm        | Am Steinernen Stock 1, Dornbusch |                                      |
| 21   | Wasserturm Eschersheim                                                            |           | 1901      | Wasserturm        | Am Lindenbaum, Eschersheim | Eschersheimer Wasserturm             |
| 22   | Bockenheimer Warte                                                                |           | 1435      | Wartturm          | Das gotische Gebäude wurde zur Verstärkung der Landwehr errichtet und stellt das Wahrzeichen Bockenheims dar, obwohl es eigentlich knapp im Stadtteil Westend liegt. | Bockenheimer Warte                   |
| 23   | Friedberger Warte                                                                 |           | 1478      | Wartturm          | | Friedberger Warte                    |
| 24   | Galluswarte                                                                       |           | 1414      | Wartturm          | Mainzer Landstraße, Gallus | Galluswarte                          |